# Eupithecia satyrata
Eupithecia satyrata là một loài bướm đêm thuộc họ Geometridae. Nó được tìm thấy ở Ireland, qua miền bắc và Trung Âu phía đông đến Trung Á và Bắc Phi. Nó cũng có mặt ở Bắc Mỹ.
Sải cánh dài 18–24 mm. Con trưởng thành bay từ tháng 3 đến tháng 9. Có một lứa một năm.
Ấu trùng ăn the flowers of a wide range of plants, bao gồm Achillea, Scabiosa, Solidago, Senecio và Erica tetralix.

## Hình ảnh

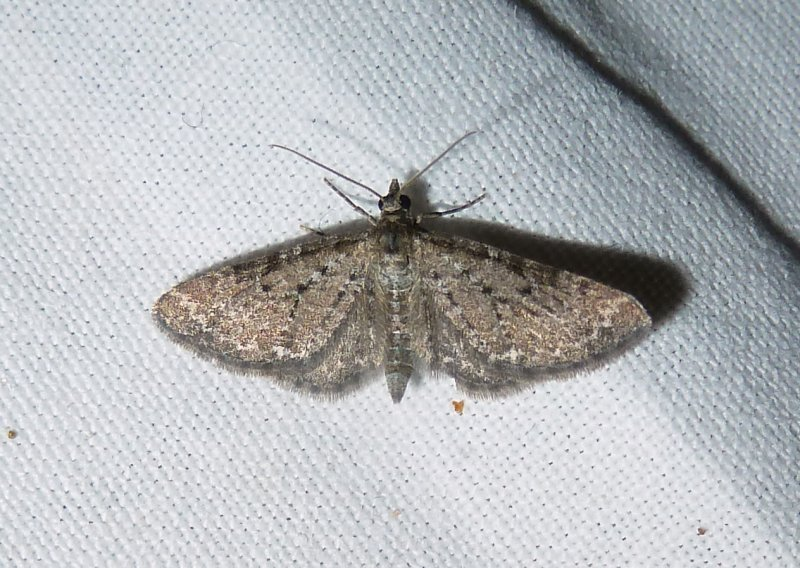
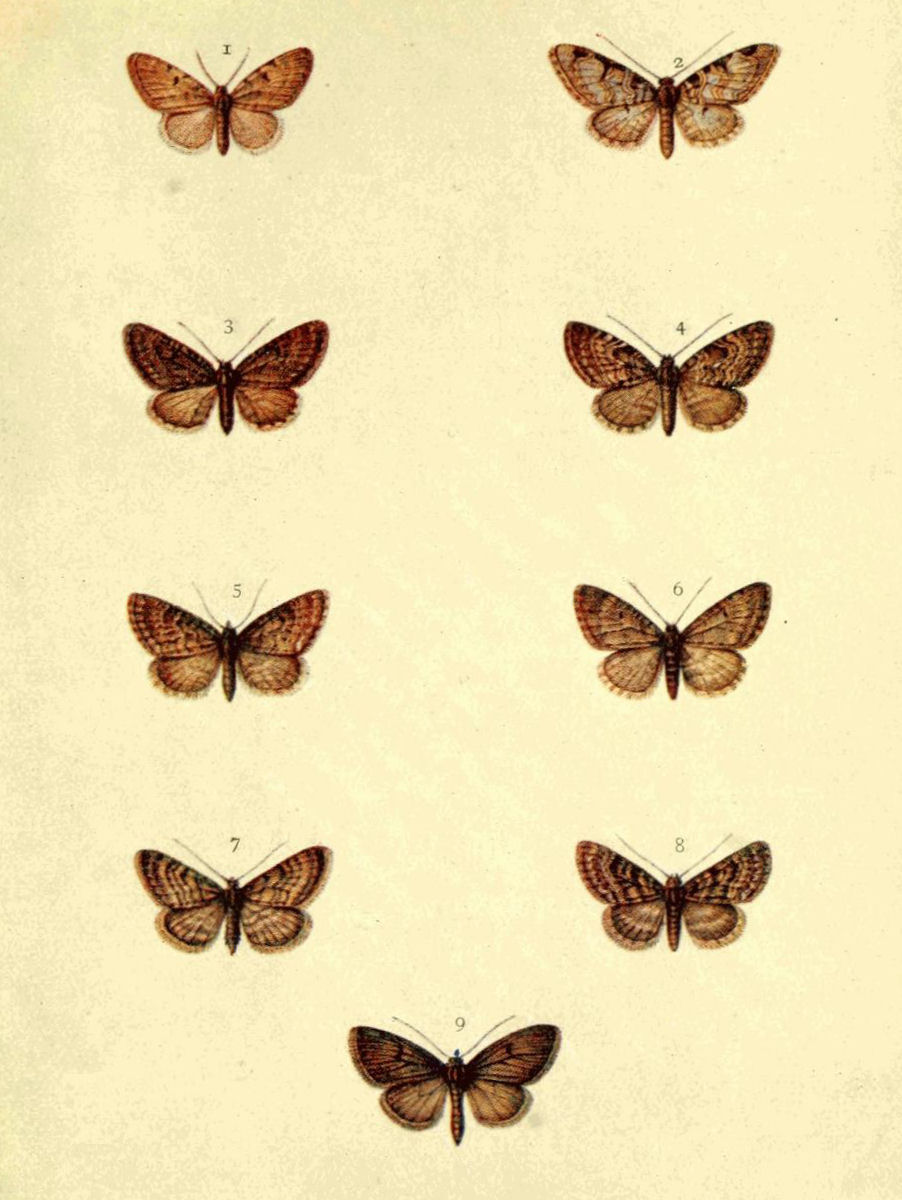

## Phụ loài
- Eupithecia satyrata dodata
- Eupithecia satyrata fumata
- Eupithecia satyrata subatrata
- Eupithecia satyrata intimata
- Eupithecia satyrata satyrata
- Eupithecia satyrata callunaria
- Eupithecia satyrata curzoni